# Kokindjes
Kokindjes zijn een soort drop. De drop is aan de buitenkant enigszins hard en aan de binnenkant zacht, met een licht zoute smaak, en heeft een karakteristieke halve bolvorm.
Kokindjes worden gemaakt van het sap van zoethoutwortel, kamille, salie en gentiaan, die de smaak van de drop bepalen. Kokindjes bevatten 337 kcal per 100 g.

## Naam
Volgens directeur T. Fassin van Royal Fassin dankt het dropje de naam aan een medewerker genaamd Ko, die de snoepjes aan zijn "kindjes" gaf. In 2017 bestond het snoepje vijftig jaar. Etymologiebank.nl maakt duidelijk dat de naam 'kokinje' al in de achttiende eeuw in gebruik was voor een soort babbelaar.